# 帕爾塔莫
帕爾塔莫（芬蘭語：Paltamo）是芬蘭的市鎮，位於該國中部，距離首都赫爾辛基約500公里，在凱努區内，面積1,139平方公里，2013年人口3,810，人口密度為每平方公里4.15人。

## 外部連結
- 帕爾塔莫市镇官方网站 （页面存档备份，存于） （文）
- Clickable map of Paltamo municipality （页面存档备份，存于）